# Halové mistrovství světa v atletice 2003

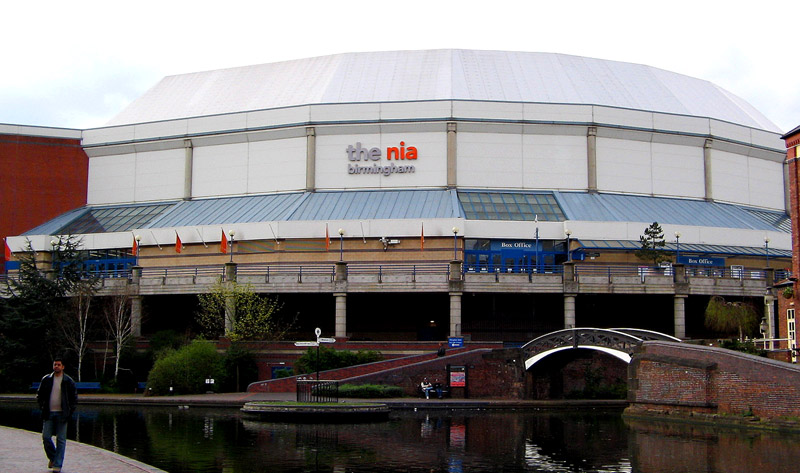
Hala The NIA v Birmighamu

9. halové mistrovství světa v atletice se konalo v anglickém Birminghamu od 14. března do 16. března 2003 v hale National Indoor Arena (The NIA).
Třídenních atletických soubojů, dohromady ve 28 disciplínách (14 mužských a 14 ženských) se zúčastnilo 589 atletů a atletek ze 132 států světa.
Na HMS padl jeden světový rekord, tyčkařka Světlana Feofanovová tehdy překonala 480 cm.

## Diskvalifikovaní atleti
Štafetu mužů na 4 × 400 metrů vyhráli původně američtí atleti ve složení James Davis, Jerome Young, Milton Campbell a Tyree Washington v čase 3:04,09. O zlaté medaile však zanedlouho přišli. Jerome Young byl obviněn z braní dopingu. V roce 1999 měl pozitivní zkoušku na nandrolon, vše ale američtí funkcionáři tehdy zamaskovali. V roce 2004 byl usvědčen i z užití krevního dopingu EPO a byl potrestán doživotním zákazem startu.
Ženský Běh na 200 metrů vyhrála v čase 22,18 Američanka Michelle Collinsová. Ta byla později obviněna pro požití dopingu a ačkoliv se ji toto nařčení nedařilo dlouho prokázat, nakonec byla usvědčena a diskvalifikována.

## Česká účast
Českou republiku na tomto šampionátu reprezentovalo 9 atletů (8 mužů a 1 žena). Původně měla na halové MS odcestovat i tyčkařka Pavla Hamáčková. Svoji účast ale musela nakonec odřeknout, kvůli zraněnému kotníku a nemohla tak obhajovat titul z předchozího šampionátu v Lisabonu.

## Medailisté

### Muži
| Soutěž            | Zlato                                                                           | Stříbro                                                                       | Bronz                                                                                   |
| ----------------- | ------------------------------------------------------------------------------- | ----------------------------------------------------------------------------- | --------------------------------------------------------------------------------------- |
| 60 m              | Justin Gatlin 6,46                                                              | Kim Collins 6,53                                                              | Jason Gardener 6,55                                                                     |
| 200 m             | Marlon Devonish 20,62                                                           | Joseph Batangdon 20,76                                                        | Dominic Demeritte 20,92                                                                 |
| 400 m             | Tyree Washington 45,34                                                          | Daniel Caines 45,43                                                           | Paul McKee 45,99 Jamie Baulch 45,99                                                     |
| 800 m             | David Krummenacker 1:45,69                                                      | Wilson Kipketer 1:45,87                                                       | Wilfred Bungei 1:46,54                                                                  |
| 1500 m            | Driss Maazouzi 3:42,59                                                          | Bernard Lagat 3:42,62                                                         | Abdelkader Hachlaf 3:42,71                                                              |
| 3000 m            | Haile Gebrselassie 7:40,97                                                      | Alberto García 7:42,08                                                        | Luke Kipkosgei 7:42,56                                                                  |
| 60 m př.          | Allen Johnson 7,47                                                              | Anier García 7,49                                                             | Liou Siang 7,52                                                                         |
| Štafeta 4 × 400 m | Jamajka 3:04,21 Leroy Colquhoun Danny McFarlane Michael Blackwood Davian Clarke | Velká Británie 3:06,12 Jamie Baulch Timothy Benjamin Cori Henry Daniel Caines | Polsko 3:06,61 Rafał Wieruszewski Grzegorz Zajączkowski Marcin Marciniszyn Marek Plawgo |
| Skok do výšky     | Stefan Holm 2,35 m                                                              | Jaroslav Rybakov 2,33 m                                                       | Hennazdy Maroz 2,30 m                                                                   |
| Skok o tyči       | Tim Lobinger 5,80 m                                                             | Michael Stolle 5,75 m                                                         | Rens Blom 5,75 m                                                                        |
| Skok daleký       | Dwight Phillips 8,29 m                                                          | Yago Lamela 8,28 m                                                            | Miguel Pate 8,21 m                                                                      |
| Trojskok          | Christian Olsson 17,70 m                                                        | Walter Davis 17,35 m                                                          | Yoelbi Quesada 17,27 m                                                                  |
| Vrh koulí         | Manuel Martínez 21,24 m                                                         | John Godina 21,23 m                                                           | Jurij Bilonoh 21,13 m                                                                   |
| Sedmiboj          | Tom Pappas 6 361 bodů                                                           | Lev Lobodin 6 297 bodů                                                        | Roman Šebrle 6 196 bodů                                                                 |

### Ženy
| Soutěž            | Zlato                                                                                 | Stříbro                                                                                 | Bronz                                                                          |
| ----------------- | ------------------------------------------------------------------------------------- | --------------------------------------------------------------------------------------- | ------------------------------------------------------------------------------ |
| 60 m              | Žanna Blocková 7,04                                                                   | Angela Williamsová 7,16                                                                 | Torri Edwardsová 7,17                                                          |
| 200 m             | Muriel Hurtisová 22,54                                                                | Anastasija Kapačinská 22,80                                                             | Juliet Campbellová 22,81                                                       |
| 400 m             | Natalja Nazarovová 50,83                                                              | Christine Amertilová 51,11                                                              | Grit Breuerová 51,13                                                           |
| 800 m             | Maria Mutolaová 1:58,94                                                               | Stephanie Grafová 1:59,39                                                               | Mayte Martínezová 1:59,53                                                      |
| 1500 m            | Regina Jacobsová 4:01,76                                                              | Kelly Holmesová 4:02,66                                                                 | Jekatěrina Rozenbergová 4:02,80                                                |
| 3000 m            | Berhane Adereová 8:40,25                                                              | Marta Domínguezová 8:42,12                                                              | Meseret Defarová 8:42,58                                                       |
| 60 m př.          | Gail Deversová 7,81                                                                   | Glory Alozieová 7,90                                                                    | Melissa Morrisonová 7,92                                                       |
| Štafeta 4 × 400 m | Rusko 3:28,45 Natalja Anťuchová Julija Pečonkinová Olesja Zykinová Natalja Nazarovová | Jamajka 3:31,23 Ronetta Smithová Catherine Scottová Sheryl Morganová Sandie Richardsová | USA 3:31,69 Monique Hennaganová Meghan Addyová Brenda Taylorová Mary Dannerová |
| Skok do výšky     | Kajsa Bergqvistová 2,01 m                                                             | Jelena Jelesinová 1,99 m                                                                | Anna Čičerovová 1,99 m                                                         |
| Skok o tyči       | Světlana Feofanovová 4,80 m                                                           | Jelena Isinbajevová 4,60 m                                                              | Monika Pyreková 4,45 m                                                         |
| Skok daleký       | Taťjana Kotovová 6,84 m                                                               | Inessa Kravecová 6,72 m                                                                 | Maurren Maggiová 6,70 m                                                        |
| Trojskok          | Ashia Hansenová 15,01 m                                                               | Françoise Mbangová Etoneová 14,88 m                                                     | Kéné Ndoyeová 14,72 m                                                          |
| Vrh koulí         | Irina Koržaněnková 20,55 m                                                            | Nadzeja Astapčuková 20,31 m                                                             | Astrid Kumbernussová 19,86 m                                                   |
| Pětiboj           | Carolina Klüftová 4 933 bodů                                                          | Natalja Sazanovičová 4 715 bodů                                                         | Marie Collonvilléová 4 644 bodů                                                |

## Medailové pořadí
| Umístění | Stát                  | Zlato | Stříbro | Bronz | Celkem |
| -------- | --------------------- | ----- | ------- | ----- | ------ |
| 1.       | USA                   | 8     | 3       | 4     | 15     |
| 2.       | Rusko                 | 5     | 5       | 2     | 12     |
| 3.       | Švédsko               | 4     | 0       | 0     | 4      |
| 4.       | Velká Británie        | 2     | 3       | 2     | 7      |
| 5.       | Etiopie               | 2     | 0       | 1     | 3      |
| 5.       | Francie               | 2     | 0       | 1     | 3      |
| 7.       | Španělsko             | 1     | 4       | 1     | 6      |
| 8.       | Německo               | 1     | 1       | 2     | 4      |
| 9.       | Ukrajina              | 1     | 1       | 1     | 3      |
| 9.       | Jamajka               | 1     | 1       | 1     | 3      |
| 11.      | Mosambik              | 1     | 0       | 0     | 1      |
| 12.      | Bělorusko             | 0     | 2       | 1     | 3      |
| 13.      | Kamerun               | 0     | 2       | 0     | 2      |
| 14.      | Keňa                  | 0     | 1       | 2     | 3      |
| 15.      | Bahamy                | 0     | 1       | 1     | 2      |
| 15.      | Kuba                  | 0     | 1       | 1     | 2      |
| 17.      | Dánsko                | 0     | 1       | 0     | 1      |
| 17.      | Rakousko              | 0     | 1       | 0     | 1      |
| 17.      | Svatý Kryštof a Nevis | 0     | 1       | 0     | 1      |
| 20.      | Polsko                | 0     | 0       | 2     | 2      |
| 21.      | Brazílie              | 0     | 0       | 1     | 1      |
| 21.      | Česko                 | 0     | 0       | 1     | 1      |
| 21.      | Čína                  | 0     | 0       | 1     | 1      |
| 21.      | Irsko                 | 0     | 0       | 1     | 1      |
| 21.      | Maroko                | 0     | 0       | 1     | 1      |
| 21.      | Nizozemsko            | 0     | 0       | 1     | 1      |
| 21.      | Senegal               | 0     | 0       | 1     | 1      |